# Rhophitulus nasutus
Rhophitulus nasutus är en biart som först beskrevs av Heinrich Friese 1916.  Rhophitulus nasutus ingår i släktet Rhophitulus och familjen grävbin. Inga underarter finns listade i Catalogue of Life.